# Atlasjet
Atlasjet Havacılık A.Ş. er et tyrkisk flyselskab, som har hovedkontor i Istanbul, Tyrkiet. Det driver planlagte indenrigs service for passagerer og regelmæssige charterservice til Europa, Kazakhstan og De Forenede Arabiske Emirater. Det tjener Tyskland på vegne af Öger Tours. Dets base er i Atatürk International Airport, Istanbul, med hubs i Adnan Menderes Airport, Izmir og Antalya Airport, Antalya. 

## Historie
Selskabet blev etableret den 14. marts 2001 og startede dets flyvninger den 1. juni 2001. Tidligere var det kendt som Atlasjet International Airlines og det var et datterselskab af Öger Holding. I 2004 erhvervede ETS Group 45% af aktierne. I februar 2006 steg det til 90%, da det erhvervede Öger Holdings 45%. Atlasjet er nu eget af ETS Group (90%). Orhan Coşkun er selskabet CEO og virksomheden har 730 medarbejdere.

## Destinationer
Atlasjet flyver til følgende destinationer(21. februar 2010):
- Nordcypern
  - Ercan – Ercan Airport
- Irak
  - Arbil – Erbil Airport
  - Sulaymaniah – Sulaimaniyah International Airport
- Tyrkiet
  - Adana – Adana Şakirpaşa Airport
  - Ankara – Esenboga Airport
  - Antalya – Antalya Airport hub
  - Bodrum – Milas-Bodrum Airport
  - İstanbul – Ataturk Airport
  - İzmir – Izmir Airport hub

## Flåde
Atlasjets flåde består af følgende fly(21. februar 2010):
- 2 Airbus A330
- 3 Airbus A321
- 2 Airbus A320
- 4 Boeing B757